# Abba Eban

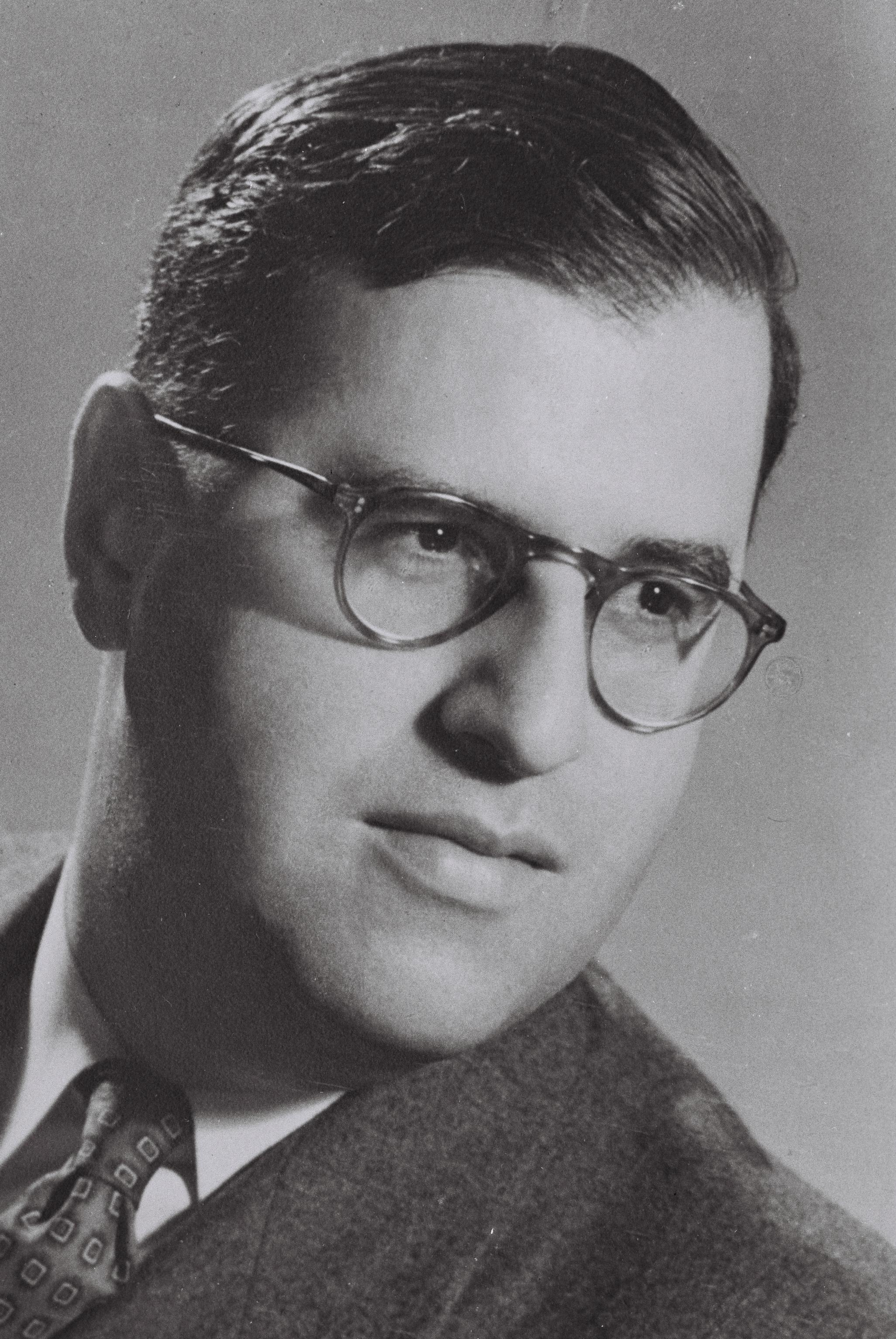
Abba Eban (1951)

Abba Eban (även Aubrey Solomon Eban), född som Abba Solomon Meir den 2 februari 1915 i Kapstaden, Sydafrika, död 17 november 2002 i Tel Aviv, var en israelisk diplomat och politiker. Han anställdes i Jewish Agency 1946. Han var Israels fasta representant i Förenta Nationerna 1948–1959 och samtidigt ambassadör i Washington 1950–1959. Han var ordförande för Weizmann-institutet för vetenskap 1958–1966. 1959–1988 var han medlem av Knesset för arbetarpartiet Mapai, och ledare av utrikeskommittén 1984–1988. Han var minister utan portfölj 1959–1960, undervisningsminister 1960–1963, vice statsminister 1963–1966 och utrikesminister 1966–1974. Som utrikesminister fick han ett huvudansvar för att lösa de diplomatiska problem som uppstod i samband med krigen 1967 och 1973. Han var känd som en glimrande talare och skribent. Eban utgav bland annat My People: The Story of the Jews (1968), My Country: The Story of Modern Israel (1972), An Autobiography (1978) och Personal Witness: Israel Through My Eyes (1992).

## Svenska översättningar
- Israel försvarar sin frihet: Israels utrikesministers tal i FN:s generalförsamling den 19 juni och den 25 september 1967 (Stockholm: Israels ambassad, 1968)
- Tal vid FN:s generalförsamlings 27:e session 28 september 1972 (Stockholm: Israels ambassad, 1972)
- En självbiografi (An autobiography) (översättning Olof Hoffsten, Rabén & Sjögren, 1978)
- Mitt folk: judarnas historia (My people) (översättning Marion Wajngot, Hillelförlaget, 1988)